# Liste der Kreisstraßen im Landkreis Gifhorn

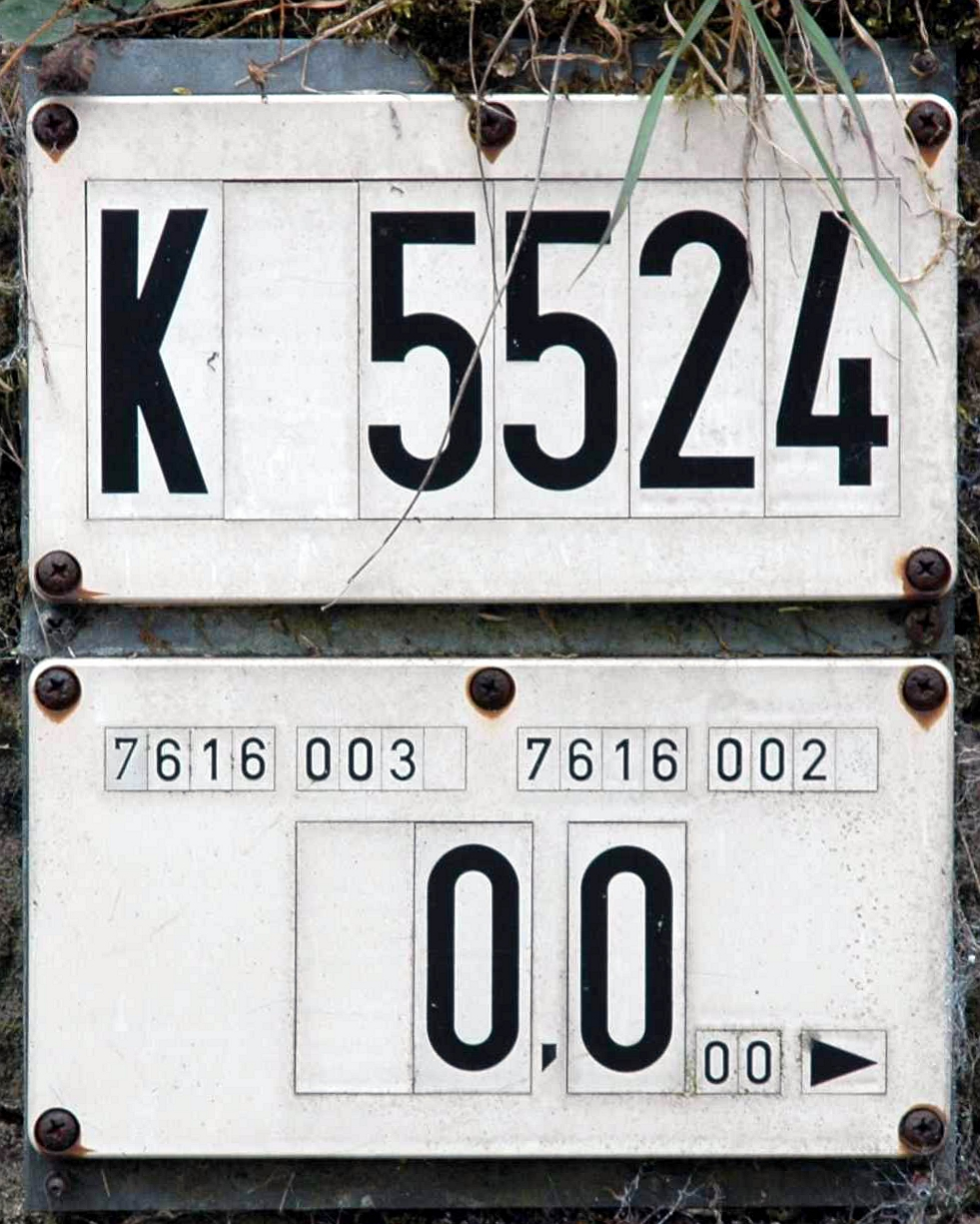
Stationszeichen

Die Liste der Kreisstraßen im Landkreis Gifhorn führt alle Kreisstraßen im niedersächsischen Landkreis Gifhorn auf.

## Abkürzungen
- K: Kreisstraße
- L: Landesstraße

## Liste
Nicht vorhandene bzw. nicht nachgewiesene Kreisstraßen werden in Kursivdruck gekennzeichnet, ebenso Straßen und Straßenabschnitte, die unabhängig vom Grund (Herabstufung zu einer Gemeindestraße oder Höherstufung) keine Kreisstraßen mehr sind. 
Der Straßenverlauf wird in der Regel von Nord nach Süd und von West nach Ost angegeben.
| Nr.   | Verlauf |
| ----- | --- |
| K 1   | – Lüsche – Räderloh – L 282 in Steinhorst                                                                                     |
| K 2   | L 282 in Steinhorst – Groß Oesingen – K 3 –                                                                                   |
| K 3   | Zahrenholz – K 2 in Groß Oesingen                                                                                             |
| K 4   | in Groß Oesingen – K 7 – Weißenberge – Wahrenholz – K 5 – L 286                                                               |
| K 5   | K 7 – Betzhorn – K 4 in Wahrenholz                                                                                            |
| K 7   | in Hankensbüttel – K 122 – Oerrel – K 87 – K 5 – K 4 – Wesendorf – L 284 – in Wagenhoff                                       |
| K 8   | L 280 in Masel – Allersehl – K 10 – – Repke – K 87 in Langwedel                                                               |
| K 9   | – Dedelstorf – K 87 in Lingwedel                                                                                              |
| K 10  | K 8 in Allersehl – Weddersehl – L 280                                                                                         |
| K 11  | Wierstorf – K 12 – in Hankensbüttel                                                                                           |
| K 12  | Schweimke – Steimke – K 13 – K 11 in Hankensbüttel                                                                            |
| K 13  | Schweimke – Bottendorf – Wettendorf – K 12 in Steimke                                                                         |
| K 14  | Wentorf – in Alt Isenhagen |
| K 15  | Wollerstorf – Darrigsdorf – in Glüsingen                                                                                      |
| K 16  | Gannerwinkel – L 270 in Stöcken                                                                                               |
| K 17  | L 270 in Stöcken – Lüben |
| K 18  | in Wittingen – Kakerbeck – K 111 – K 109                                                                                      |
| K 20  | L 286 in Vorhop – K 29 |
| K 21  | (K 1118 im Altmarkkreis Salzwedel, Sachsen-Anhalt) – Landesgrenze – in Zasenbeck                                              |
| K 22  | L 288 in Schneflingen – in Plastau                                                                                            |
| K 23  | in Radenbeck – L 288 in Boitzenhagen                                                                                          |
| K 24  | K 25 in Wiswedel – in Benitz                                                                                                  |
| K 25  | – Wiswedel – K 24 – in Voitze                                                                                                 |
| K 26  | in Voitze – Tülau – K 90 – K 91 – /L 287 in Zicherie                                                                          |
| K 28  | L 289 in Grußendorf – K 105 – Bokensdorf – K 101 – in Weyhausen                                                               |
| K 29  | L 286 in Knesebeck – K 20 – Transvaal – Weißes Moor – Stüde – K 30 – L 289 in Grußendorf                                      |
| K 30  | K 29 in Stüde – L 289 |
| K 31  | L 286 in Schönewörde – K 103 – Neudorf-Platendorf – Triangel – K 93 –                                                         |
| K 32  | in Parsau – K 85 – in Rühen                                                                                                   |
| K 33  | L 291 in Hoitlingen – K 98 in Eischott                                                                                        |
| K 34  | – Neubokel – Wilsche – Gamsen                                                                                                 |
| K 35  | Gilde – |
| K 39  | (K 48 im Landkreis Celle) – Kreisgrenze – Flettmar Bahnhof – K 40 – L 283 in Müden (Aller)                                    |
| K 40  | K 41 in Flettmar – K 39 in Flettmar-Bahnhof                                                                                   |
| K 41  | (K 50 im Landkreis Celle) – Kreisgrenze – Flettmar – K 44 – K 40 – L 299                                                      |
| K 42  | (K 52 im Landkreis Celle) – Kreisgrenze – Böckelse – K 108 – Hünenberg – Siedersdamm – Päse – K 43 –                          |
| K 43  | Höfen – K 42 in Päse |
| K 44  | (K 53 im Landkreis Celle) – Kreisgrenze – K 108 – K 41 in Flettmar                                                            |
| K 45  | (K 13 im Landkreis Peine) – Kreisgrenze – Volkse – K 46 – L 283 in Leiferde                                                   |
| K 46  | – Meinersen – Dalldorf – K 45 – L 320 in Hillerse                                                                             |
| K 47  | L 320 in Hillerse – Rolfsbüttel – K 50 – K 48 in Didderse                                                                     |
| K 48  | (K 67 im Landkreis Peine) – Kreisgrenze – Didderse – K 49 – K 47 – K 56 – K 50 – K 52 in Rötgesbüttel                         |
| K 49  | – K 48 in Didderse |
| K 50  | K 47 in Rolfsbüttel – K 48 |
| K 51  | K 58 in Eickhorst – Kreisgrenze – (K 27 in Braunschweig)                                                                      |
| K 52  | L 320 in Ribbesbüttel – Rötgesbüttel – K 48 –                                                                                 |
| K 53  | L 321 – Klein Schwülper – Rothemühle – K 121 – in Hülperode                                                                   |
| K 54  | L 321 in Groß Schwülper – K 55 – Warxbüttel – Adenbüttel – K 56 – L 321 in Rethen                                             |
| K 55  | (K 66 im Landkreis Peine) – Kreisgrenze – K 54                                                                                |
| K 56  | K 48 – Adenbüttel – K 54 – L 321 – K 58 – Lagesbüttel – K 57 – K 104 – Walle – K 121 – – Kreisgrenze – (K 26 in Braunschweig) |
| K 57  | K 56 in Lagesbüttel – Kreisgrenze – (K 28 in Braunschweig)                                                                    |
| K 58  | K 56 – K 59 – Eickhorst – K 51 – Vordorf – K 89 – K 113 –                                                                     |
| K 59  | L 321 in Rethen – K 58 in Eickhorst                                                                                           |
| K 60  | L 321 – Wedesbüttel – K 63 – Abbesbüttel – K 61 – L 293 in Bechtsbüttel                                                       |
| K 61  | L 321 in Meine – K 60 in Abbesbüttel                                                                                          |
| K 62  | K 60 in Bechtsbüttel – Kreisgrenze – (Braunschweig) (jetzt L 293)                                                             |
| K 63  | K 60 – L 293 in Grassel |
| K 64  | K 69 in Calberlah – Wasbüttel – K 67 – Ohnhorst – K 65 – L 321                                                                |
| K 65  | – Gravenhorst – K 64 in Ohnhorst                                                                                              |
| K 66  | in Ausbüttel – L 292 in Isenbüttel                                                                                            |
| K 67  | L 292 in Isenbüttel – K 69 in Wasbüttel                                                                                       |
| K 69  | L 292 in Calberlah – K 64 – Edesbüttel – L 321 in Allenbüttel                                                                 |
| K 82  | Winkel – L 320 in Ribbesbüttel                                                                                                |
| K 85  | L 287 in Zicherie – Kaiserwinkel – in Rühen                                                                                   |
| K 87  | in Groß Oesingen – Klein Oesingen – Lingwedel – K 9 – Langwedel – K 8 – K 7 in Oerrel                                         |
| K 88  | Erpensen – L 282 in Wittingen                                                                                                 |
| K 89  | K 58 in Vordorf – |
| K 90  | K 26 in Tülau – K 99 in Bergfeld                                                                                              |
| K 91  | K 26 in Tülau – in Croya |
| K 92  | – Landesgrenze – (Sachsen-Anhalt)                                                                                             |
| K 93  | K 31 in Triangel – L 289 |
| K 94  | in Brome – Landesgrenze – (K 1122 im Altmarkkreis Salzwedel, Sachsen-Anhalt)                                                  |
| K 95  | (K 34 im Landkreis Helmstedt) – Kreisgrenze – Jelpke – Kreisgrenze – (K 34 im Landkreis Helmstedt)                            |
| K 96  | Blickwedel – L 280 in Hagen bei Sprakensehl                                                                                   |
| K 97  | (K 72 im Landkreis Celle) – Kreisgrenze – L 282 in Steinhorst                                                                 |
| K 98  | (K 31 in Wolfsburg) – Kreisgrenze – Eischott – K 33 – L 290 in Brechtorf                                                      |
| K 99  | L 291 in Tiddische – Bergfeld – K 90 – in Parsau                                                                              |
| K 100 | L 284 in Ummern – Pollhöfen – in Wichelnförth                                                                                 |
| K 101 | K 28 in Bokensdorf – in Jembke                                                                                                |
| K 103 | L 286 in Wahrenholz – K 31 |
| K 104 | L 321 in Groß Schwülper – K 56                                                                                                |
| K 105 | K 28 – /L 291 in Barwedel |
| K 106 | in Jembke – Kreisgrenze – (K 46 in Wolfsburg)                                                                                 |
| K 107 | / – Kreisgrenze – (K 31 in Wolfsburg)                                                                                         |
| K 108 | K 44 in Flettmar – K 42 |
| K 109 | L 286 in Knesebeck – Hagen bei Knesebeck – K 18 – Mahnburg – L 288 in Küstorf                                                 |
| K 110 | Rade – L 282 |
| K 111 | K 18 in Kakerbeck – in Suderwittingen                                                                                         |
| K 112 | in Weyhausen – Kreisgrenze – (K 28 in Wolfsburg)                                                                              |
| K 113 | L 321 – K 58 in Vordorf |
| K 114 | – Gifhorn – Isenbüttel – K 118 – K 117 – Kreisgrenze – (K 114 in Wolfsburg)                                                   |
| K 116 | (K 10 im Landkreis Peine) – Kreisgrenze –                                                                                     |
| K 117 | Tankumsee, Parkplatz Nord – Tankumsee, Siedlung – K 114 – L 292 in Isenbüttel                                                 |
| K 118 | K 114 in Isenbüttel – L 292 in Isenbüttel                                                                                     |
| K 119 | L 289 in Westerbeck – in Dannenbüttel                                                                                         |
| K 120 | in Jembke – L 291 in Hoitlingen                                                                                               |
| K 121 | K 53 in Rothemühle – K 56 in Walle                                                                                            |
| K 122 | – K 7 – K 123 in Hankensbüttel                                                                                                |
| K 123 | – Isenhagen – Hankensbüttel – K 122 – Emmen – Wunderbüttel – L 286 in Knesebeck                                               |